# Pecara-Stadion
Das Pecara-Stadion ist ein Fußballstadion in Široki Brijeg, Bosnien und Herzegowina. Es ist seit den 1950er Jahren die Heimspielstätte des NK Široki Brijeg, der in der Premijer Liga spielt. Es befindet sich direkt neben der Stadthalle Pecara. Ende der 1990er Jahre wurde das Stadion renoviert und bekam sein heutiges Aussehen. Es hat eine Kapazität von 9.093 Plätzen, davon sind 7.000 Sitzplätze.
Der Zuschauerrekord wurde bei der dritten Auflage des Memorijala Gojka Šuška am 10. Februar 2002 mit 10.000 Zuschauern erzielt.

## Galerie

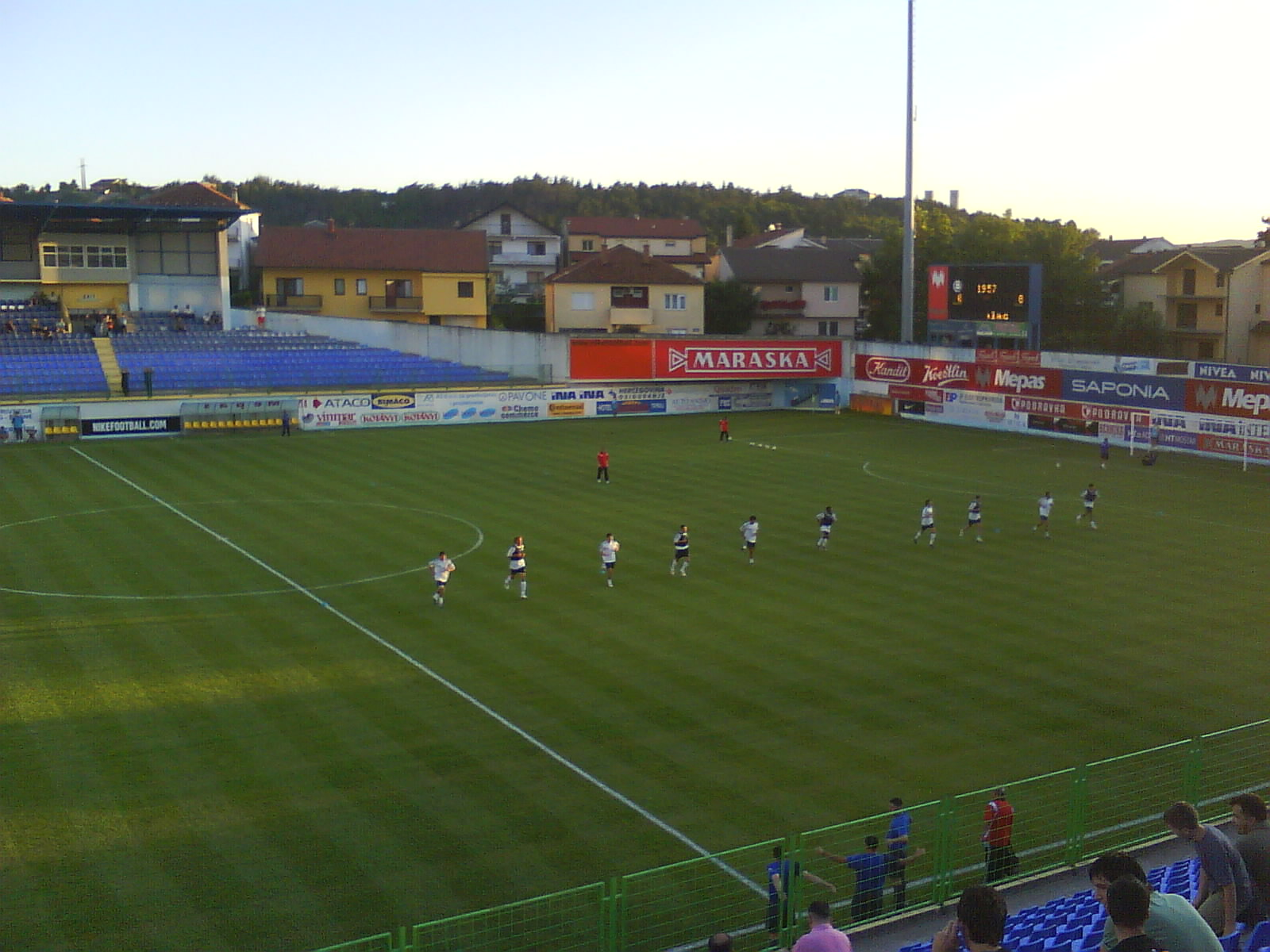
Juli 2009